# Hoplandothrips ingenuus
Hoplandothrips ingenuus är en insektsart som beskrevs av Laurence A. Mound och Walker 1986. Hoplandothrips ingenuus ingår i släktet Hoplandothrips och familjen rörtripsar. Inga underarter finns listade i Catalogue of Life.